# Gruta Azul (Croacia)
La gruta Azul (en croata: Modra špilja) es una cueva marina de Croacia ubicada en la pequeña bahía de Balun, en el lado este de la isla de Biševo y a alrededor de 8,3 km de Komiža, en el mar Adriático. Está situada en el archipiélago dálmata central, cinco kilómetros al suroeste de la isla de Vis. La gruta es uno de los puntos más conocidos de la isla, una belleza natural en el mar Adriático, y una cueva popular debido a la brillante luz azul que aparece a ciertas horas del día.